# ジョシュア・ザークツィー
- ジョシュア・ジルクゼー

ジョシュア・ザークツィー（Joshua Zirkzee，2001年5月22日 - ）は、オランダ・スヒーダム出身のサッカー選手。マンチェスター・ユナイテッドFC所属。オランダ代表。ポジションはフォワード。
日本ではザークツィーと表記されるが、オランダではジルクセー、イングランドではザークズィー、ドイツではツィルクツェーが近い発音 (注: 例えばオランダ人が英語を喋る時も名前の発音は変わらないので言語による違いでは無く、その地域で一般的にどのように発音されるかという違い)。

## 経歴

### クラブ
ADOデン・ハーグ、フェイエノールトのユース出身だが、2018年にフェイエノールトとの契約を選ばずFCバイエルン・ミュンヘンの下部組織に加入した。
2019年12月、UEFAチャンピオンズリーグ第6節のトッテナム戦で途中出場からトップチームデビューを果たした。12月19日、第16節のSCフライブルク戦でリーグ戦デビューを果たすとファーストタッチで決勝点をきめた。
2021年2月1日、パルマ・カルチョ1913へのローン移籍が発表された。
2021年8月3日、RSCアンデルレヒトへのローン移籍が発表された。2021-22シーズンは、公式戦47試合で18得点13アシストを記録した。
2022年8月30日、ボローニャFCへの完全移籍が発表された。
2023-24シーズンはリーグ戦で11得点を挙げ、ボローニャをクラブ史上初のチャンピオンズリーグ出場に導く5位に押し上げる原動力となり、この活躍により古巣のバイエルン・ミュンヘンやACミラン、ユヴェントスなどのイタリア内外のクラブが獲得に関心を示した。
2024年7月15日、マンチェスター・ユナイテッドFCに移籍した。契約は2029年6月30日までの5年間で1年の契約延長オプション付。開幕戦のフラム戦で後半15分から途中出場し加入後初出場を果たすと、後半42分にゴールを記録し、デビュー戦ゴールを挙げた。

### 代表
ナイジェリア人の母親とオランダ人の父親の間にオランダで生まれており、ユースレベルではオランダの代表を選択している。2017年には16歳以下オランダ代表としてクラブのチームメイト ヴァウター・ブルヘルやクリセンショ・ソンマーフィルらと共に国際大会のため来日した。
2024年3月1日、オランダ代表に初招集された。

## 個人成績
2023年6月30日現在
| クラブ                       | シーズン     | リーグ戦               | リーグ戦 | リーグ戦 | 国内カップ | 国内カップ | 国際大会 | 国際大会 | その他 | その他 | 合計 | 合計 |
| クラブ                       | シーズン     | ディヴィジョン         | 出場     | 得点     | 出場       | 得点       | 出場     | 得点     | 出場   | 得点   | 出場 | 得点 |
| ---------------------------- | ------------ | ---------------------- | -------- | -------- | ---------- | ---------- | -------- | -------- | ------ | ------ | ---- | ---- |
| バイエルン・ミュンヘンII     | 2018-19      | レギオナルリーガ       | 12       | 4        | -          | -          | -        | -        | -      | -      | 12   | 4    |
| バイエルン・ミュンヘンII     | 2019-20      | レギオナルリーガ       | 16       | 2        | -          | -          | -        | -        | -      | -      | 16   | 2    |
| バイエルン・ミュンヘンII     | 2020-21      | レギオナルリーガ       | 4        | 0        | -          | -          | -        | -        | -      | -      | 4    | 0    |
| バイエルン・ミュンヘンII     | クラブ通算   | クラブ通算             | 32       | 6        | 0          | 0          | 0        | 0        | 0      | 0      | 32   | 6    |
| バイエルン・ミュンヘン       | 2019-20      | ブンデスリーガ         | 9        | 4        | 2          | 0          | 1        | 0        | 0      | 0      | 12   | 4    |
| バイエルン・ミュンヘン       | 2020-21      | ブンデスリーガ         | 3        | 0        | 0          | 0          | 1        | 0        | 1      | 0      | 5    | 0    |
| バイエルン・ミュンヘン       | 2021-22      | ブンデスリーガ         | 0        | 0        | 0          | 0          | 0        | 0        | 0      | 0      | 0    | 0    |
| バイエルン・ミュンヘン       | クラブ通算   | クラブ通算             | 12       | 4        | 2          | 0          | 2        | 0        | 1      | 0      | 17   | 4    |
| パルマ (loan)                | 2020-21      | セリエA                | 4        | 0        | -          | -          | -        | -        | -      | -      | 4    | 0    |
| アンデルレヒト (loan)        | 2021-22      | ベルギー・プロ・リーグ | 38       | 16       | 6          | 2          | 3        | 0        | -      | -      | 47   | 18   |
| ボローニャ                   | 2022-23      | セリエA                | 19       | 2        | 2          | 0          | -        | -        | -      | -      | 21   | 2    |
| ボローニャ                   | 2023-24      | セリエA                | 34       | 11       | 3          | 1          | -        | -        | -      | -      | 37   | 12   |
| マンチェスター・ユナイテッド | 2024-25      | プレミアリーグ         |          |          |            |            |          |          |        |        |      |      |
| キャリア通算                 | キャリア通算 | キャリア通算           | 139      | 39       | 13         | 3          | 5        | 0        | 1      | 0      | 158  | 42   |

## タイトル

### クラブ
バイエルン・ミュンヘン
- ブンデスリーガ：2019-20
- DFBポカール：2019-20
- UEFAチャンピオンズリーグ：2019-20
- UEFAスーパーカップ：2020